# العلاقات السويسرية النيجيرية
العلاقات السويسرية النيجيرية هي العلاقات الثنائية التي تجمع بين سويسرا ونيجيريا.

## مقارنة بين البلدين
هذه مقارنة عامة ومرجعية للدولتين:
| وجه المقارنة                                              | سويسرا                                                                                      | نيجيريا                     |
| --------------------------------------------------------- | ------------------------------------------------------------------------------------------- | --------------------------- |
| المساحة (كم2)                                             | 41.28 ألف                                                                                   | 923.77 ألف                  |
| عدد السكان (نسمة)                                         | 8.21 مليون                                                                                  | 190.89 مليون                |
| الكثافة السكانية (ن./كم²)                                 | 198.89                                                                                      | 206.64                      |
| العاصمة                                                   | برن                                                                                         | أبوجا، لاغوس                |
| اللغة الرسمية                                             | اللغة الألمانية، اللغة الإيطالية، لغة فرنسية، اللغة الرومانشية، الألمانية السويسرية الموحدة | لغة إنجليزية، اللغة اليوربا |
| العملة                                                    | فرنك سويسري                                                                                 | نيرة نيجيرية                |
| الناتج المحلي الإجمالي (بليون دولار)                      | 678.89 مليار                                                                                | 375.77 مليار                |
| الناتج المحلي الإجمالي (تعادل القوة الشرائية) بليون دولار | 518.07 مليار                                                                                | 1.09 تريليون                |
| الناتج المحلي الإجمالي الاسمي للفرد دولار أمريكي          | 80.94 ألف                                                                                   | 2.64 ألف                    |
| الناتج المحلي الإجمالي للفرد دولار أمريكي                 | 59.54 ألف                                                                                   | 5.91 ألف                    |
| مؤشر التنمية البشرية                                      | 0.930                                                                                       | 0.514                       |
| رمز المكالمات الدولي                                      | +41                                                                                         | +234                        |
| رمز الإنترنت                                              | .ch، .swiss ‏                                                                                | .ng                         |
| المنطقة الزمنية                                           | توقيت وسط أوروبا، ت ع م+01:00، ت ع م+02:00، أوروبا/زيورخ ‏                                   | ت ع م+01:00                 |

## منظمات دولية مشتركة
يشترك البلدان في عضوية مجموعة من المنظمات الدولية، منها:
| علم المنظمة | اسم المنظمة                               | تاريخ انضمام سويسرا | تاريخ انضمام نيجيريا |
| ----------- | ----------------------------------------- | ------------------- | -------------------- |
|             | مؤسسة التمويل الدولية                     | 29 مايو 1992        | 30 مارس 1961         |
|             | منظمة حظر الأسلحة الكيميائية              | ?                   | ?                    |
|             | يونسكو                                    | 28 يناير 1949       | 14 نوفمبر 1960       |
|             | البنك الإفريقي للتنمية                    | ?                   | ?                    |
|             | الأمم المتحدة                             | 10 سبتمبر 2002      | 7 أكتوبر 1960        |
|             | الاتحاد الدولي للاتصالات                  | 1866                | 11 أبريل 1961        |
|             | منظمة الشرطة الجنائية الدولية             | ?                   | ?                    |
|             | البنك الدولي للإنشاء والتعمير             | 29 مايو 1992        | 30 مارس 1961         |
|             | الاتحاد البريدي العالمي                   | ?                   | ?                    |
|             | مؤسسة التنمية الدولية                     | 29 مايو 1992        | 14 نوفمبر 1961       |
|             | منظمة التجارة العالمية                    | ?                   | ?                    |
|             | الفريق المعني برصد الأرض                  | ?                   | ?                    |
|             | المركز الدولي لتسوية المنازعات الاستشارية | 14 يونيو 1968       | 14 أكتوبر 1966       |
|             | وكالة ضمان الاستثمار متعدد الأطراف        | 12 أبريل 1988       | 12 أبريل 1988        |

## أعلام
هذه قائمة لبعض الشخصيات التي تربطها علاقات بالبلدين:
- إنوسينت إميغارا (لاعب كرة قدم، 27 مايو 1989[22] – )
- مانويل أكانجي (لاعب كرة قدم سويسري، 19 يوليو 1995[23] – )

## وصلات خارجية
- موقع وزارة الخارجية السويسرية
- موقع وزارة الخارجية النيجيرية